# Öppen fråga
Inom forskningssammanhang betecknar en öppen fråga ett olöst forskningsproblem
Öppen fråga menar i pedagogiksammanhang en fråga som inte har givna svarsalternativ. Motsatsen är då en sluten fråga som har två eller flera svarsalternativ, till exempel ja och nej. En öppen fråga kan inledas med "hur gör du när...", "vad anser du om...", "varför..." etc. 
I en intervju eller en enkät kan öppna frågor vara användbara. Öppna frågor kan ge mer information än slutna eftersom de ofta leder till att den som svarar ger ett längre svar. Öppna frågor kräver dock mer efterbearbetning än slutna. I ett terapeutiskt samtal, undervisning eller liknande är öppna frågor ofta att föredra eftersom de kan få den svarande att reflektera över det som diskuteras. 
Även om en fråga är öppen kan den ha ett begränsat antal svarsalternativ. Den som frågar kan dessutom känna till alla svarsalternativ. Därför talar man inom pedagogiken även om autentiska frågor, frågor där den frågande inte sitter inne med svaret.
Inom den filosofiska disciplinen definieras en öppen fråga, till skillnad från en stängd fråga, som en fråga där svaret inte ingår implicit i påståendet. Man förstår frågan men är osäker på resultatet. En stängd fråga, är en fråga där svaret redan anges implicit. Ingen ny information kommer av svaret av en stängd fråga. 
Den semantiska naturalismen i värdeteori (metaetik) som säger att ett värdepåstående är ett uttryck för att ett visst sakförhållande är rätt, och betyder detsamma som "x gillas av ...", kritiseras för att formulerade öppna frågor egentligen verkar stängda. Invändningen kallad "Den öppna frågans argument" implicerar att slutsatsen verkar kunna vara kontroversiell, det går att tvivla på frågan, men egentligen inte tillför något tvivelaktigt. Ett exempel är den demokratiska teorin som säger att "x är rätt" betyder samma som "x gillas av majoriteten". Om vi säger "det som gillas av majoriteten, är rätt" verkar det som att vi kan fundera över vad som majoriteten anser rätt, det är en öppen fråga, men det naturalismen menar att följande betyder är: "det som gillas av majoriteten, gillas av majoriteten" vilket är ett ointressant påstående, en stängd fråga.